# Abarkuh (Verwaltungsbezirk)
Abarkuh (persisch شهرستان ابرکوه) ist ein Verwaltungsbezirk (Schahrestan) in der iranischen Provinz (Ostan) Yazd. Im Jahr 2006 hatte Abarkuh hochgerechnet 42610 Einwohner.